# O (kana)
お in hiragana o オ in katakana, è un kana giapponese e rappresenta una mora. La sua pronuncia è [o]; più precisamente [o̜ ̞] o [ɔ̜ ̝].
| Forma                          | Rōmaji      | Hiragana                   | Katakana                   |
| ------------------------------ | ----------- | -------------------------- | -------------------------- |
| Normale a/i/u/e/o (あ行 a-gyō) | o           | お                         | オ                         |
| Normale a/i/u/e/o (あ行 a-gyō) | ou oo, oh ō | おう, おぅ おお, おぉ おー | オウ, オゥ オオ, オォ オー |

## Scrittura

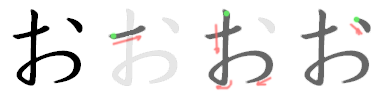

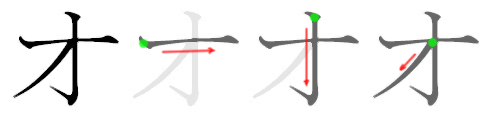

## Rappresentazione in altri sistemi di scrittura
- Braille:

| －● ●－ －－ |

- Codice Wabun: ・－・・・